# Saleh Soliman
Saleh Mohamed Soliman (in arabo صالح محمد سليمان‎?; Tanta, 24 giugno 1916 – ...) è stato un sollevatore egiziano.

## Carriera
Saleh Soliman ha vinto la medaglia d'argento alle Olimpiadi di Berlino 1936 nella categoria dei pesi piuma (fino a 60 kg.), terminando la competizione con 305 kg. nel totale su tre prove, alle spalle dello statunitense Anthony Terlazzo (312,5 kg.) e precedendo il connazionale Ibrahim Shams (300 kg.).